# Skuggdoktorand
Skuggdoktorand är en student som har behörighet att bedriva forskarstudier, och som även gör detta, utan att vara antagen till en forskarutbildning. Ofta föreligger ett muntligt löfte om senare antagning till forskarutbildning. Finansiering sker ofta via tillfälliga stipendier. Anledning till uppkomsten av skuggdoktorander är att ingen får antas till forskarstudier utan att ha garanterad försörjning för tolv terminers studier. Denna regel antogs i doktorandreformen 1998. Många universitetsinstitutioner har svårt att garantera denna försörjning och väntar därför med den officiella antagnigen till forskarutbildningen. Nackdelen med att vara skuggdoktorand är att denne helt saknar de rättigheter som andra doktorander har. Skuggdoktorander kallas även predoktorander.
Högskoleverket har föreslagit följande definition av ordet skuggdoktorand: 'Skuggdoktorand’ är en person på ett lärosäte, som inte är antagen till forskarutbildningen, men som befinner sig i en situation som motsvarar en antagen doktorands.